# Classe Cyclone
```

```

Les patrouilleurs de classe Cyclone sont une classe de patrouilleurs côtiers de la marine américaine. La plupart de ces navires ont été lancés entre 1992 et 1994. La mission principale de ces navires est la patrouille côtière et la surveillance. Ces navires fournissent également un soutien de mission complet aux US Navy SEAL et à d'autres forces d'opérations spéciales.
Les navires de classe Cyclone sont affectés au Naval Special Warfare. Sur les 14 navires, neuf opéraient à l'origine à partir de la base navale amphibie de Little Creek, à Norfolk, en Virginie, et quatre à partir de la base navale amphibie Coronado. Ces navires fournissent au United States Naval Special Warfare Command une plate-forme rapide et fiable qui peut répondre aux besoins émergents dans un environnement de conflit de faible intensité. Trois navires ont été retirés du service et prêtés à la garde côtière des États-Unis avant d'être restitués à la marine en 2011 (Shamal, Tornado et Zephyr), tandis que le navire de tête Cyclone a été transféré à la marine philippine (BRP General Mariano Alvarez).
Les navires prêtés à la Garde côtière américaine ont été utilisés dans divers rôles, notamment la recherche et le sauvetage, l'interception, l'embarquement et l'inspection des cargos étrangers aux États-Unis.
En 2015, dix des 13 navires de patrouille de classe Cyclone de la marine américaine ont été déployés dans le golfe Persique pour faire face à un conflit potentiel avec l'Iran. Les trois autres navires de la classe devraient être transférés à la base navale de Mayport en Floride pour lutter contre le trafic de drogue avec l'US Naval Forces Southern Command (USNAVSO) / la quatrième flotte américaine.
En 2021 cinq bateaux sont transférés au Bahreïn, suivit de trois autres en mars 2023 à la marine égyptienne. La marine philippine reçoit quant à elle deux autres bateaux en mars 2023.

## Conception et développement
Dans les années 1980, la marine américaine a exprimé sa volonté de remplacer les petits PB Mk III datant de la guerre du Vietnam (navires de 20 m) utilisés pour transporter les équipes des forces spéciales. La première tentative de remplacement des PB Mk III a conduit à une commande en 1984 d'un navire à effet de surface furtif, le Special Warfare Craft, Medium ou SWCM, d'une longueur d'environ 25 m et un déplacement de 150 tonnes (150 t). Le SWCM, surnommé "Sea Viking", fut un échec et la construction du prototype a été abandonnée en 1987 ,,.
Après l'échec du SWCM, il a été décidé de remplacer les PB Mk III par un design existant plus simple plutôt que d'attendre qu'un design entièrement nouveau soit produit et développé. Bollinger Shipyards proposa une version de la classe Province (construite pour Oman et le Kenya), qui a été choisi par l'US Navy.
D'une longueur de 56,7 m, le nouveau design, d'abord désigné PBC (Patrol Boat Coastal), puis PC, est beaucoup plus grand que les bateaux qu'il remplace. Il était prévu de construire 16 PBC pour remplacer les 17 PB Mk III, les premières livraisons étant prévues en 1991. Le programme compte finalement 14 bateaux.

## Carrière opérationnelle

### Marine américaine
À la suite de l'occupation de l'Irak en 2003, les Cyclones ont été déployés pour garder le terminal pétrolier offshore de l'Irak. Lorsque la marine irakienne a pris la responsabilité de la défense du terminal, en 2005, dix des bateaux Cyclone sont restés dans le golfe Persique stationnant à la Naval Support Activity Bahrain (en) à Manama, une base navale utilisée également par la Marine royale de Bahreïn, effectuant d'autres tâches de patrouille. Six y sont encore début 2023.
La Marine des États-Unis commence à décommissionner les navires de la classe en février 2021. 

### Marine philippine
Le BRP Mariano Alvarez participa aux opérations navales durant la bataille de Zamboanga.

## Navires
| Bateau      | N ° de coque | Commandé – Désarmé                          | Sert dans                | Port d'attache                  | Statut | N°    |
| ----------- | ------------ | ------------------------------------------- | ------------------------ | ------------------------------- | --- | ----- |
| Cyclone     | PC-1         | USN : 1993-2000 USCG: 2000-2004 PN : 2004-  | Marine philippine        | Philippines                     | Transféré à la Garde côtière américaine en février 2000 sous le nom de USCGC Cyclone (WPC-1), transféré à la marine philippine en mars 2004. Maintenant BRP General Mariano Alvarez. | PC-1  |
| Tempest     | PC-2         | USN : 1993–2005, 2008 - 2022 USCG 2005-2008 | Marine royale de Bahreïn | Manama, Bahreïn                 | Prêté à la garde côtière américaine sous le nom d'USCGC Tempest (WPC-2), retourné à la marine et remis en service en 2008. Transféré à la marine royale de Bahreïn le 30 mars 2022   | PC-2  |
| Hurricane   | PC-3         | USN : 1993–2023                             | Marine égyptienne        | Egypte                          | Transféré à l'Égypte le 21 mars 2023 | PC-3  |
| Monsoon     | PC-4         | USN : 1994–2023 PN : 2023–                  | Marine philippine        | Philippines                     | Transféré aux Philippines le 28 mars 2023 | PC-4  |
| Typhoon     | PC-5         | USN : 1994–2022                             | Marine royale de Bahreïn | Manama, Bahreïn                 | Transféré à la marine royale de Bahreïn le 30 mars 2022 | PC-5  |
| Sirocco     | PC-6         | USN : 1994–2023                             | Marine égyptienne        | Egypte                          | Transféré à l'Égypte le 21 mars 2023 | PC-6  |
| Squall      | PC-7         | USN : 1994–                                 | Marine royale de Bahreïn | Manama, Bahreïn                 | Transféré à la marine royale de Bahreïn le 30 mars 2022 | PC-7  |
| Zephyr      | PC-8         | USN : 1994–2004, 2011-2021 USCG 2004-2011   | United States Navy       | Base navale de Mayport, Floride | Désarmé le 17 février 2021 | PC-8  |
| Chinook     | PC-9         | USN : 1995–2023 PN : 2023–                  | Marine philippine        | Philippines                     | Transféré aux Philippines le 28 mars 2023 | PC-9  |
| Firebolt    | PC-10        | USN : 1995–2022                             | Marine royale de Bahreïn | Manama, Bahreïn                 | Transféré à la marine royale de Bahreïn le 30 mars 2022 | PC-10 |
| Whirlwind   | PC-11        | USN : 1995–                                 | Marine royale de Bahreïn | Manama, Bahreïn                 | Transféré à la marine royale de Bahreïn le 30 mars 2022 | PC-11 |
| Thunderbolt | PC-12        | USN : 1995–2023                             | Marine égyptienne        | Egypte                          | Transféré à l'Égypte le 21 mars 2023 | PC-12 |
| Shamal      | PC-13        | USN : 1996–2004, 2011-2021 USCG 2004-2011   | United States Navy       | Mayport, Floride                | Désarmé le 16 février 2021 | PC-13 |
| Tornado     | PC-14        | USN : 2000–2004, 2011-2021 USCG 2004-2011   | United States Navy       | Mayport, Floride                | Désarmé le 18 février 2021, en attente de vente à un partenaire militaire étranger.                                                                                                  | PC-14 |

## Utilisateurs
Actuels
En mars 2023 :
- Marine philippine (3)
- Marine royale de Bahreïn (5)
- Marine égyptienne (3)[13]

Anciens
- United States Coast Guard (4 navires rendus à l'U.S. Navy)
- US Navy (14)[11]

### Marine philippine
La Marine philippine exprima sont intérêt pour le transfert de cinq navires qui viendraient se joindre au BRP General Mariano Alvarez transféré en 2004. Elle en recevra finalement deux courant 2023 : l'USS Monsoon (PC-4) et l'USS Chinook (PC-9).

### Marine royale de Bahreïn
Le Bahreïn a reçu cinq navires le 30 mars 2022.

### Marine égyptienne
L'Égypte reçoit les USS Hurricane (PC-3), Sirocco (PC-6) et Thunderbolt (PC-12) lors d'une cérémonie de transfert le 21 mars 2023 à Alexandrie.

## Galerie

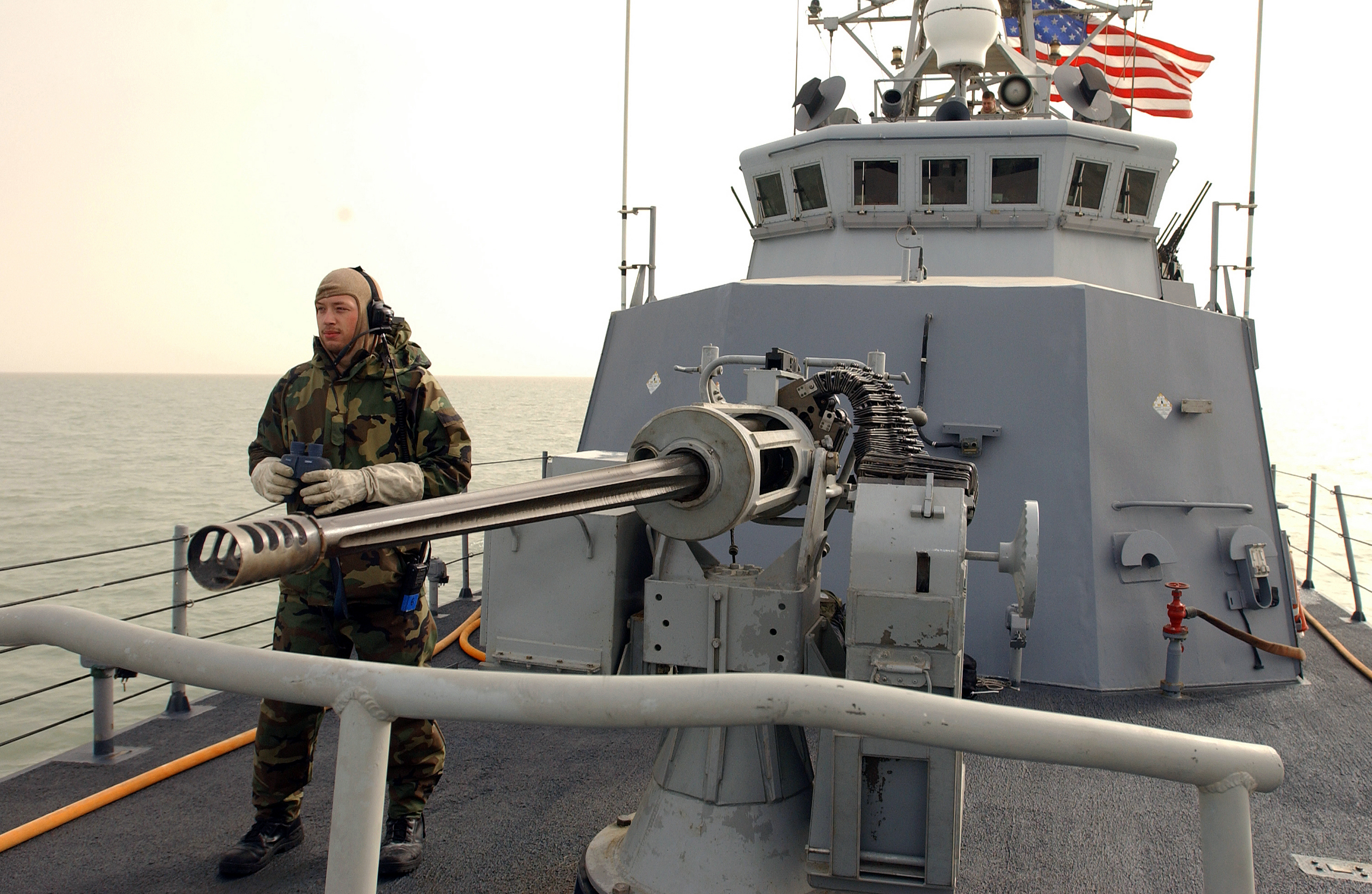
Un canon automatique Mk38 de 25 mm à bord de l'USS Chinook (PS-9)
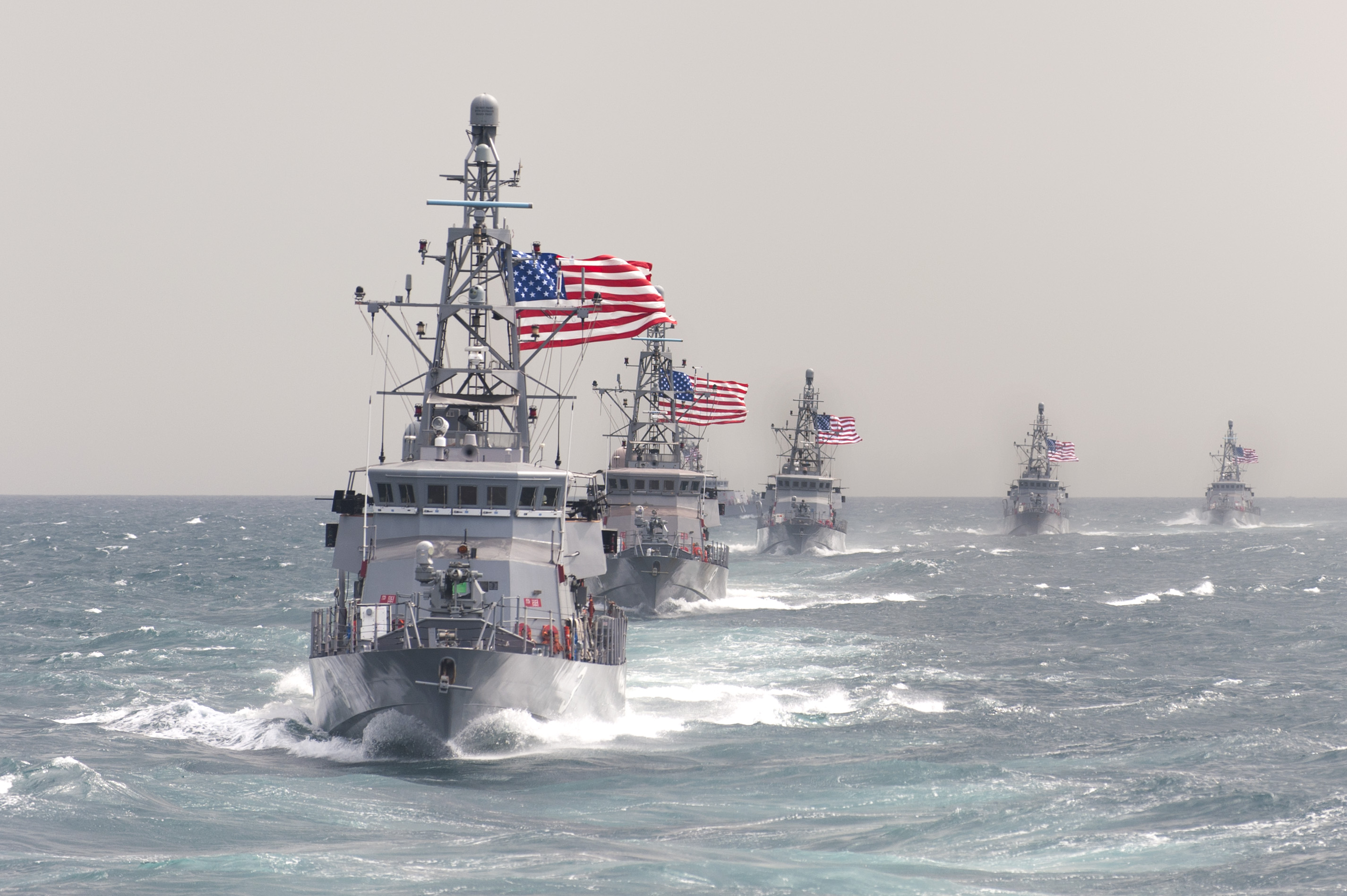
L'USS Hurricane (PC-3) à la tête de six navires du premier escadron de patrouille côtière dans le golfe Persique, mars 2015.
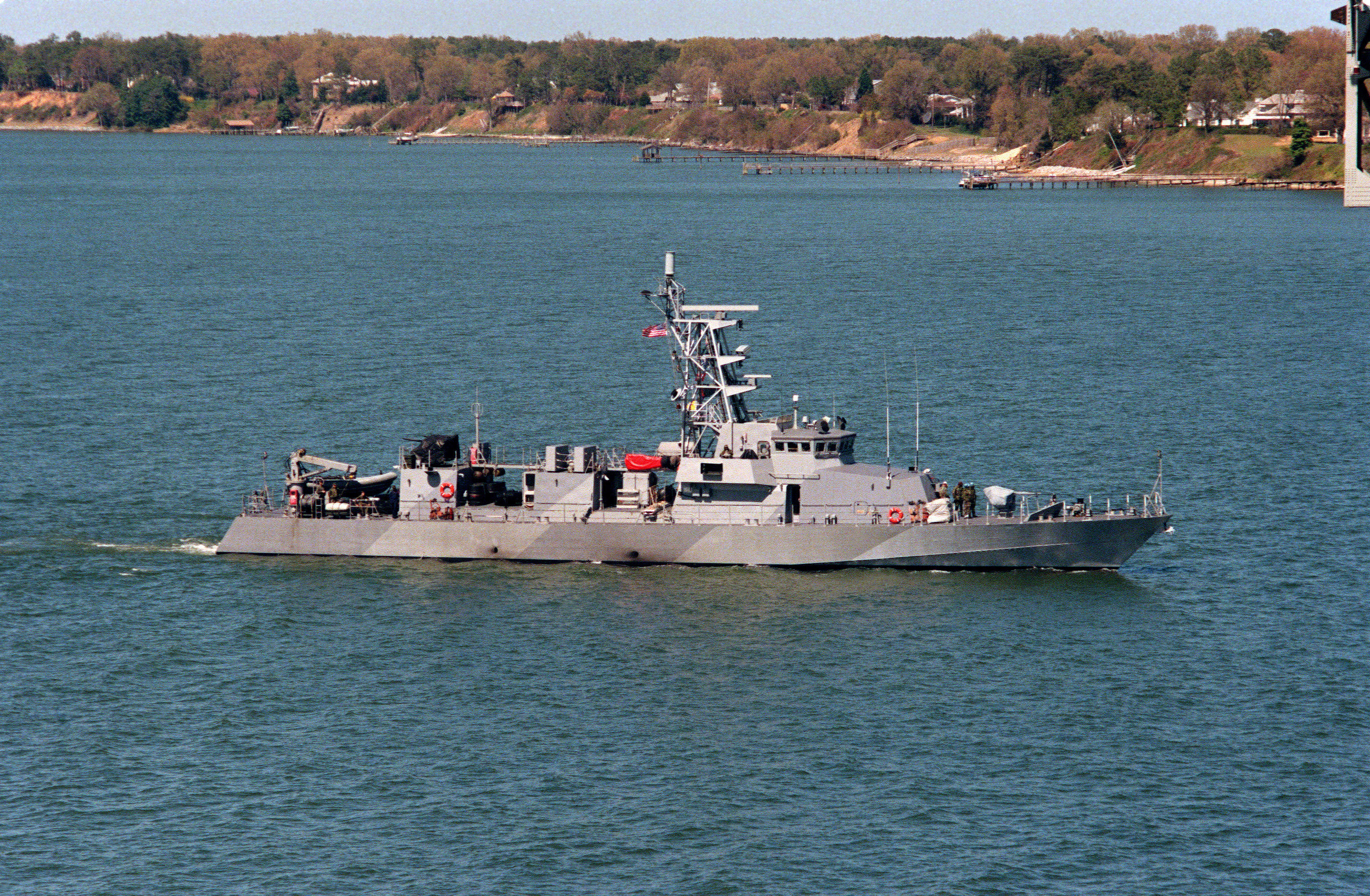
L'USS Firebolt (PC-10) devant la Naval Weapons Station Yorktown en Virginie.
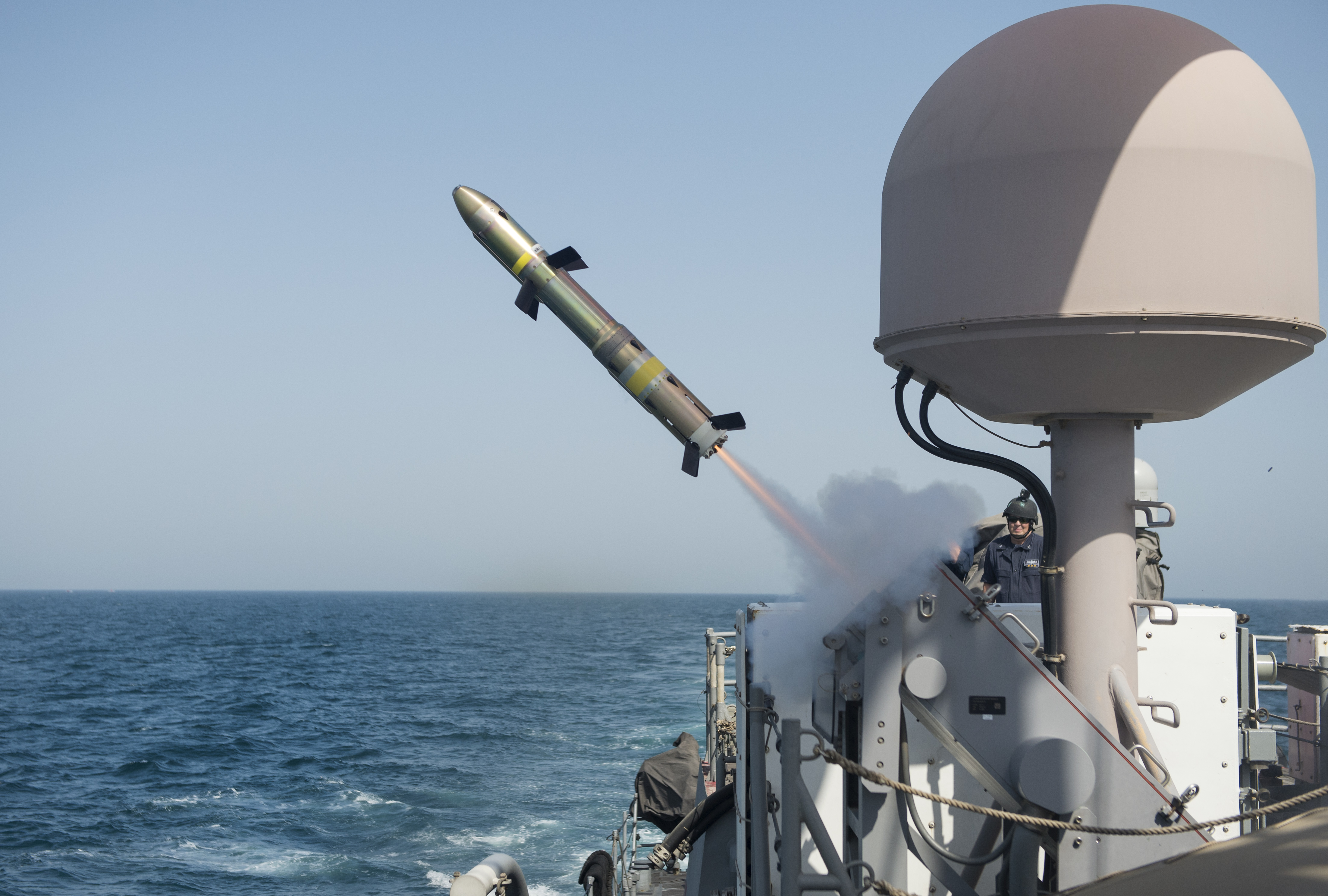
Tir d'un missile Griffin. Cette version surface-surface de 20 kg à une portée de 8 km.

## Voir également
- Classe Armidale

## Sources
- A. D. Baker III, The Naval Institute Guide to Combat Fleets of the World 1998–1999, Annapolis, Maryland, Naval Institute Press, 1998  (ISBN 1-55750-111-4).
- Robert Gardiner et Stephen Chumbley, Conway's All The World's Fighting Ships 1947–1995, Annapolis, Maryland, Naval Institute Press, 1995  (ISBN 1-55750-132-7).
- John Moore, Jane's Fighting Ships 1985–86, Londres, Jane's Publishing Company, 1985  (ISBN 0-7106-0814-4) .
- Bernard Prézelin, The Naval Institute Guide to Combat Fleets of the World 1990/1991, Annapolis, Maryland, Naval Institute Press, 1990  (ISBN 0-87021-250-8).
- (en) Michael A. Polidoro, The Use of Patrol Craft in Low Intensity Conflict Operations : An Alternative Model for the Employment of the Cyclone-Class (PC-1) (mémoire de maîtrise en affaires de sécurité nationale), Monterey, Californie, Naval Postgraduate School, 1995, 108 p. (lire en ligne [PDF]) (DTIC accession number ADA305935).

(en)  Cet article contient du texte publié par le Naval Vessel Register (NVR) dont le contenu se trouve dans le domaine public.